# Michael Robotham

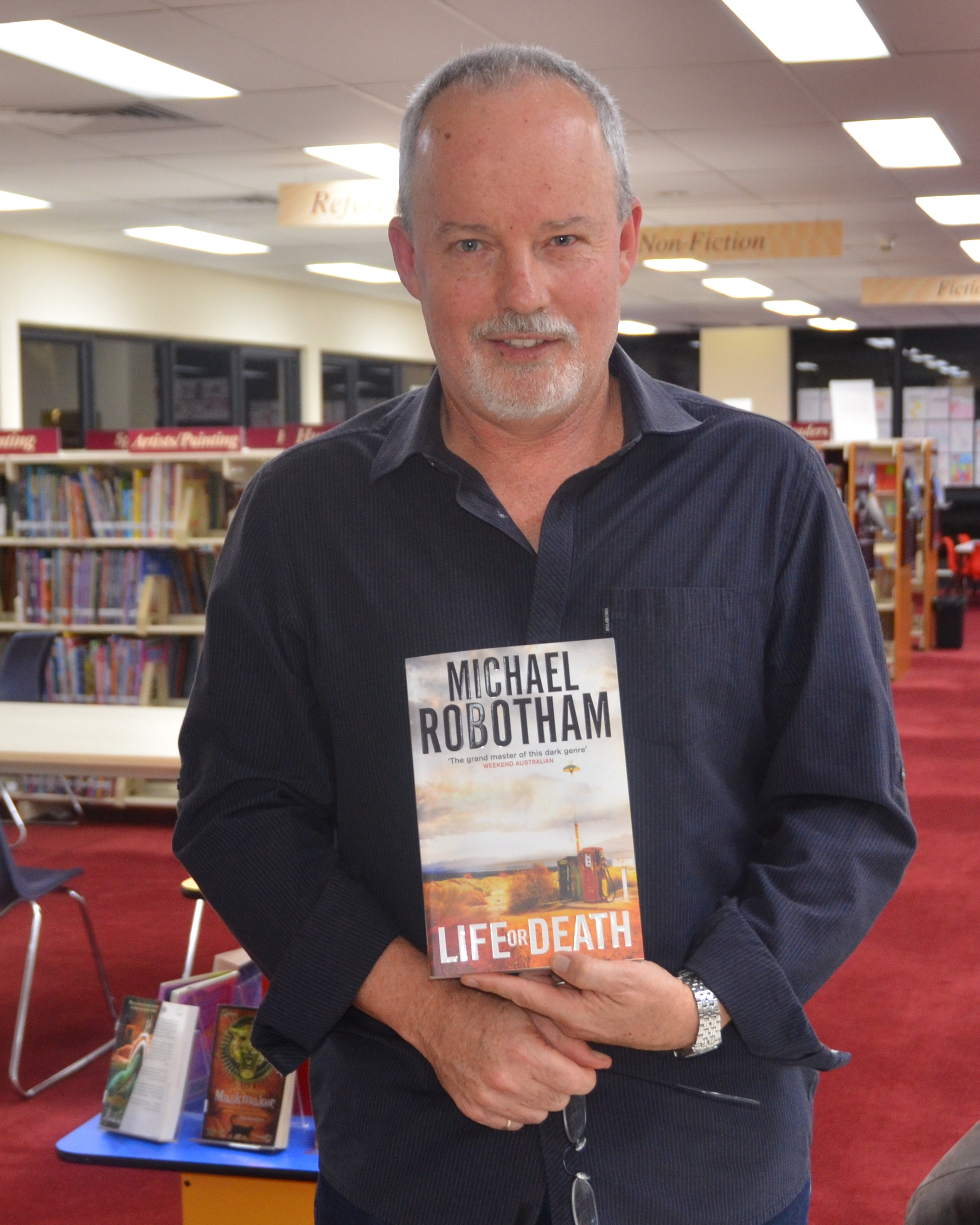
Michael Robotham (2014)

Michael Robotham (* 9. November 1960 in New South Wales, Australien) ist ein australischer Krimi-Autor und ehemaliger Journalist.

## Leben
Robothams beruflicher Werdegang führte ihn 1979 zunächst nach Sydney, wo er als Journalist arbeitete. Später ging er nach London und schrieb dort für The Daily Telegraph, die Sonntagsausgabe der Daily Mail, die Sunday Times und den Tatler. 1993 beendete er seine Journalistenlaufbahn, um als Ghostwriter Biografien für Politiker und Prominente wie Geri Halliwell und Rolf Harris zu schreiben.
Nachdem sich die von ihm verfassten Biografien insgesamt über zwei Millionen Mal verkauft hatten, suchte Robotham nach einer neuen Herausforderung und entschied sich für den Wechsel zur fiktiven Literatur.
Sein Erstlingsroman The Suspect avancierte zum Bestseller und wurde 2014 unter dem Titel Neben der Spur – Adrenalin verfilmt. Robothams Romane sind bislang in 23 Sprachen übersetzt worden. Nachdem die elf Krimis seiner Joseph-O'Loughlin/Vincent-Ruiz-Reihe weltweite Verbreitung fanden, entschied sich der Autor nunmehr eine neue Reihe um den forensischen Psychologen-Ermittler Cyrus Haven aufzumachen, von der seit 2019 drei Romane erschienen sind. Der erste davon, Good Girl, Bad Girl, kam auf die Shortlist des Gold Dagger Award der britischen Crime Writers’ Association und die Nominierung für den Edgar Allan Poe Award Bester Roman 2019 in den Vereinigten Staaten.
Robotham lebt mit seiner Frau und drei Töchtern in Avalon bei Sydney. Seine Tochter Alexandra Hope Robotham, die unter dem Namen Alex Hope als Songwriterin und Musikproduzentin arbeitet, wurde 2016 mit dem APRA Award in der Kategorie Breakthrough Songwriter ausgezeichnet.

## Werke
Joseph-O'Loughlin/Vincent-Ruiz-Reihe:
1. Adrenalin. Goldmann, München 2005, ISBN 3-442-47671-2 (Originaltitel: The Suspect. 2004. Übersetzt von Kristian Lutze).
2. Amnesie. Goldmann, München 2006, ISBN 3-442-47643-7 (Originaltitel: Lost. 2005. Übersetzt von Kristian Lutze).
3. Todeskampf. Goldmann, München 2008, ISBN 978-3-442-46579-8 (Originaltitel: The Night Ferry. 2007. Übersetzt von Kristian Lutze).
4. Dein Wille geschehe. Goldmann, München 2009, ISBN 978-3-442-47458-5 (Originaltitel: Shatter. 2008. Übersetzt von Kristian Lutze).
5. Todeswunsch. Goldmann, München 2011, ISBN 978-3-442-31249-8 (Originaltitel: Bleed for Me. 2010. Übersetzt von Kristian Lutze).
6. Der Insider. Goldmann, München 2012, ISBN 978-3-442-31250-4 (Originaltitel: The Wreckage. 2011. Übersetzt von Kristian Lutze).
7. Bis du stirbst. Goldmann, München 2013, ISBN 978-3-442-47339-7 (Originaltitel: Bombproof. 2008. Übersetzt von Sigrun Zühlke).
8. Sag, es tut dir leid. Goldmann, München 2013, ISBN 978-3-442-31316-7 (Originaltitel: Say You’re Sorry. 2012. Übersetzt von Kristian Lutze).
9. Erlöse mich. Goldmann, München 2014, ISBN 978-3-442-31317-4 (Originaltitel: Watching You. 2013. Übersetzt von Kristian Lutze).
10. Der Schlafmacher. Goldmann, München 2015, ISBN 978-3-442-31408-9 (Originaltitel: Close your Eyes. 2015. Übersetzt von Kristian Lutze).
11. Die andere Frau. Goldmann, München 2018, ISBN 978-3-442-31504-8 (Originaltitel: The Other Wife. 2018. Übersetzt von Kristian Lutze).

Anmerkung:

Der Goldmann Verlag listet Todeskampf. und Bis du stirbst. als Teile der Joseph-O'Loughlin/Vincent-Ruiz-Reihe auf. In den Büchern kommen allerdings die Figur des Joseph O'Loughlin wie auch andere Figuren überhaupt nicht vor. Der britische Verlag Little, Brown Book Group führt diese beiden Titel nicht als Teil der Reihe.
andere Romane:
- Um Leben und Tod. Goldmann, München 2015, ISBN 978-3-442-48281-8 (Originaltitel: Life Or Death. 2014. Übersetzt von Kristian Lutze).
- Die Rivalin. (Thriller) Goldmann, München 2017, ISBN 978-3-442-31409-6 (Originaltitel: The Secrets She Keeps. 2017. Übersetzt von Kristian Lutze).
- Wenn du mir gehörst. (Thriller) Goldman, München 2021, ISBN 978-3-442-31614-4 (Originaltitel: When you are mine. 2021. Aus dem Englischen von Kristian Lutze).

Cyrus-Haven-Reihe
1. Schweige still. Goldmann, München 2019, ISBN 978-3-442-31505-5 (Originaltitel: Good Girl, Bad Girl. 2019. Übersetzt von Kristian Lutze).
2. Fürchte die Schatten. Goldmann, München 2020, ISBN 978-3-442-31506-2 (Originaltitel: When She Was Good. 2020. Übersetzt von Kristian Lutze).
3. Der Erstgeborene. Goldmann, München 2022, ISBN 978-3-442-31617-5 (Originaltitel: Lying Beside You. 2022. Übersetzt von Kristian Lutze).
4. Die Totgeglaubte. Goldmann, München 2024, ISBN 978-3-442-31692-2 (Originaltitel: Storm Child. 2024. Aus dem Englischen von Kristian Lutze).

## Adaptionen

### Filme
- Neben der Spur – Adrenalin. D 2014, Regie: Cyrill Boss & Philipp Stennert, 90 min, FSK 12.
- Neben der Spur – Amnesie. D 2016, Regie: Cyrill Boss & Philipp Stennert, 90 min, FSK 12.
- Neben der Spur – Todeswunsch. D 2016, Regie: Thomas Berger, 90 min, FSK 12.
- Neben der Spur – Dein Wille geschehe. D 2017, Regie: Thomas Berger, 90 min, FSK 12.
- Neben der Spur – Sag, es tut dir leid. D 2018, Regie: Thomas Roth, 88 min, FSK 12.
- Neben der Spur – Erlöse mich. D 2020, Regie: Josef Rusnak, 89 min.
- Neben der Spur – Schließe deine Augen. D 2021, Regie: Josef Rusnak, 90 min.
- Neben der Spur – Die andere Frau. D 2022, Regie: Josef Rusnak, 90 min.

auf Basis des Erstlingsromans "The Suspect": (Erstausstrahlung ab 29. August 2022 ITV und ab 24. November 2023 ARD)
- The Suspect 1, Regie James Strong, Drehbuch Peter Berry (dt. Titel: The Suspect – Trügerische Wahrheit: 21 Stiche)
- The Suspect 2, Regie James Strong, Drehbuch Peter Berry (dt. Titel: The Suspect – Trügerische Wahrheit: Kopf in der Schlinge)
- The Suspect 3, Regie James Strong, Drehbuch Peter Berry (dt. Titel: The Suspect – Trügerische Wahrheit: Alte Wunden)
- The Suspect 4, Regie Camilla Strøm Henriksen, Drehbuch Peter Berry (dt. Titel: The Suspect – Trügerische Wahrheit: Von langer Hand)
- The Suspect 5, Regie Camilla Strøm Henriksen, Drehbuch Peter Berry (dt. Titel: The Suspect – Trügerische Wahrheit: Auge um Auge)

### Hörbücher
Joseph-O'Loughlin/Vincent-Ruiz-Reihe:
- Todeskampf. Audio Media 2008, gelesen von Julia Fischer, 6 CDs, 7 h 30 min, ISBN 978-3-86804-497-3.
- Dein Wille geschehe. Audiobuch 2009, gelesen von Frank Arnold, 6 CDs, 7 h 37 min, ISBN 978-3-89964-365-7.
- Todeswunsch. Random House Audio 2011, gelesen von Ulrich Noethen, 6 CDs, 6 h 50 min, ISBN 978-3-8371-0781-4.
- Der Insider. Der Hörverlag 2012, gelesen von Johannes Steck, 6 CDs, 6 h 50 min, ISBN 978-3-86717-838-9.
- Adrenalin. Life Time Audio 2013, gelesen von Axel Gottschick, 5 CDs, 6 h 30 min, ISBN 978-3-939121-59-6.
- Bis du stirbst. Der Hörverlag 2013, ungekürzt gelesen von Johannes Steck, 1 MP3-CD, 8 h 20 min, ISBN 978-3-8445-1017-1.
- Sag, es tut dir leid. Der Hörverlag 2013, ungekürzt gelesen von Johannes Steck und Laura Maire, 2 MP3-CDs, 12 h 50 min, ISBN 978-3-8445-1122-2.
- Erlöse mich. Der Hörverlag 2014, ungekürzt gelesen von Johannes Steck und Hans Kremer, 2 MP3-CDs, 12 h 12 min, ISBN 978-3-8445-1404-9.
- Amnesie. Audio Media 2015, ungekürzt gelesen von Michael Schwarzmaier, 2 MP3-CDs, 13 h 1 min, ISBN 978-3-86804-442-3.
- Der Schlafmacher. Der Hörverlag 2015, gelesen von Johannes Steck und Stefan Merki, 1 MP3-CD, 8 h 21 min, ISBN 978-3-8445-2066-8 (auch ungekürzt als Download erhältlich, 11 h 54 min).
- Die andere Frau. Der Hörverlag 2018, gekürzt, gelesen von Johannes Steck, 1 MP3-CD, 9 h 51 min, ISBN 978-3-8445-3187-9

andere Romane:
- Um Leben und Tod. Der Hörverlag 2015, ungekürzt gelesen von Johannes Steck, 2 MP3-CDs, 12 h 32 min, ISBN 978-3-8445-1767-5.

## Auszeichnungen
- 2005 Ned Kelly Award der australischen Crime Writers Association of Australia (CWAA) für Lost
- 2005 Crime Book of the Year
- 2008 Ned Kelly Award der australischen Crime Writers Association of Australia (CWAA) für Shatter
- 2015 Gold Dagger der britischen Crime Writers’ Association (CWA) für Life or Dead
- 2020 Gold Dagger der britischen Crime Writers’ Association (CWA) für Good Girl, Bad Girl

## Nominierungen
- Dagger Award (Kategorie Steel Dagger) 2007 für The Night Ferry
- Dagger Award (Kategorie Steel Dagger) 2008 für Shatter
- Dagger Award (Kategorie Gold Dagger) 2013 für Say You’re Sorry

## Rezensionen
“Dieses Buch ist ein echter Pagerunner – von Anfang bis Ende voller Action. Die Story geht ständig in eine neue Richtung, die nicht vorhersehbar ist. Die Protagonisten sind lebendig dargestellt und die Dialoge mit einer großen Portion Witz geschrieben. Durch den lockeren Schreibstil von Robotham ist dieses Buch ein echtes Lesevergnügen.
Fazit: Wer Action und eine schnelle Handlungsabfolge mag, ist bei diesem Buch genau richtig. Ich kann es nur empfehlen!”

“[…] den Thriller hat Robotham nicht neu erfunden. […] Robothams Romane verdanken ihre Spannung jedoch der Erzählweise. Er erzählt nämlich nicht einfach nur eine Geschichte, sondern seine Figuren erzählen ihre Geschichte. […] Es sind die vielen kleinen Details, mit denen dieser Autor seine Figuren liebevoll ausstattet. Dabei geht er keineswegs liebevoll mit ihnen um, sondern mutet ihnen eine ganze Menge zu. Doch so erwachen die Figuren vor den Augen des Lesers zum Leben, er lebt und leidet mit ihnen – und sieht deshalb gerne einmal über den konventionellen Plot hinweg.”

Adrenalin pustet den Kopf durch. Im United Kingdom gilt Michael Robotham als neuer Thrillerstar. Zu Recht. In glanzvollen Dialogen drillt er die alte Geschichte vom Mann, der seine Unschuld beweisen muss, indem er den Schuldigen fängt, neu: als die des Psychotherapeuten, der seine professionellen Vorurteile ablegen muss – oder kaputt geht.

“Michael Robothams Debütthriller Adrenalin ist durchweg gelungen und weist einen großen Unterhaltungswert auf. Die Mischung aus Spannung, dem schwarzen Humor des Ich-Erzählers und satter Ironie geben dem Krimi eine besondere Note. Der britische [sic] Autor fesselt mit seiner Geschichte, seinem Schreibstil und seinen überaus überzeugenden Charakteren von der ersten bis zur letzten Seite, obwohl das Finale dann doch etwas enttäuscht.”

“Der australische Autor Michael Robotham ist superschlau, ein Meister in der Kunst, aussichtslose Situationen zu entwerfen. Sein zweites Buch ist vertrackt, romantisch, Thrill pur.”